# Patronage Sainte-Anne
 (octobre 2017).
Si vous disposez d'ouvrages ou d'articles de référence ou si vous connaissez des sites web de qualité traitant du thème abordé ici, merci de compléter l'article en donnant les références utiles à sa vérifiabilité et en les liant à la section « Notes et références ».
Actualités
Le Patronage Sainte-Anne est un club congolais de football basé à Brazzaville. Le président du club est Maurice Nguesso. Les couleurs du club sont le bleu et le blanc.

## Palmarès
- Championnat du Congo  (2)
  - Champion : 1969, 1986
  - Vice-Champion : 1988, 1995

- Coupe du Congo (1)
  - Vainqueur : 1988
  - Finaliste : 2005